# Infestation – Nur ein toter Käfer ist ein guter Käfer
Infestation – Nur ein toter Käfer ist ein guter Käfer ist eine US-amerikanische Horror-Komödie aus dem Jahr 2009.

## Handlung
Der Callcenter-Agent Cooper kommt zu spät zur Arbeit und wird daraufhin ins Büro seiner Chefin Maureen bestellt. Als diese ihn gerade entlassen will, ertönt ein schrilles Geräusch, und alle brechen bewusstlos zusammen.
Als Cooper wieder zu sich kommt, findet er sich in einen Kokon eingesponnen wieder. Er befreit sich und wird augenblicklich von einem riesigen Käfer angegriffen, den er nur knapp besiegen kann. Cooper bemerkt, dass auch alle anderen Personen im Gebäude in Kokons gefangen sind. Er befreit zunächst Maureen, die sofort aus dem Haus läuft, um nach ihrer im Auto wartenden Tochter Sara zu sehen. Cooper folgt ihr, und sie stellen fest, dass auch außerhalb des Gebäudes sämtlich Menschen in Kokons eingewebt wurden. Als Maureen nach ihrer Tochter ruft, wird sie von einem riesigen fliegenden Käfer verschleppt. Cooper befreit Sara und mit ihr zusammen noch einige weitere Personen im Haus, unter anderem Wetterfee Cindy, den älteren Albert und dessen schwerhörigen Sohn Hugo und Leechee. Die Gruppe begibt sich auf das Dach des Hauses. Von dort sehen sie in der Ferne eine rötliche Wolke aufsteigen, bei der sie das Nest der Insekten vermuten. In die Richtung der Wolke fliegt ein Schwarm der geflügelten Käfer über das Dach. Bis auf Leechee verstecken sich alle, sie wird allerdings von den direkt über sie hinweg fliegenden Rieseninsekten ignoriert. Die Gruppe schlussfolgert daraus, dass die Käfer nichts sehen können und nur auf Geräusche reagieren.
Gemeinsam mit Sara, Cindy, Albert und Hugo macht sich Cooper auf den Weg zu seinem Vater Ethan, einem Army-Veteranen, der in seinem Haus einen Bunker eingerichtet hat. Leechee bleibt zurück, um andere Menschen zu befreien. Unterwegs läuft die Gruppe an Alberts Haus vorbei, um nach dessen Frau zu sehen, findet diese allerdings tot vor. Sie beschließen, weiterzugehen und nach Cindys Bruder zu schauen. Bei dessen Haus angekommen, finden sie einige Kokons vor, die ordentlich in einer Reihe abgelegt sind. Daraufhin entdecken sie Cindys Bruder, der sich in ein riesiges Hybrid-Wesen aus Insekt und Mensch verwandelt hat, und weitere Kokons aus dem Haus trägt. Die Gruppe wird angegriffen, kann den Hybriden jedoch töten. Albert wird jedoch dabei gestochen. Sie erkennen, dass die Rieseninsekten die Menschen infizieren und in Mischwesen verwandeln können. Sie verbringen die Nacht im Haus. Cindy versucht, Cooper zu verführen, dieser weist sie jedoch ab, da er sich in Sara verliebt hat. 
Als sie am nächsten Tag weitergehen, verliert Cindy die Nerven und lockt durch laute Schreie einen vorüberfliegenden Schwarm Käfer an. Cindy wird getötet, während Sara in Richtung Nest verschleppt wird. Mit Albert und Hugo erreicht Cooper das Haus seines Vaters. Sie befreien ihn aus dem Kokon und beratschlagen über den Plan, das Nest der Riesenkäfer zu zerstören. Plötzlich verwandelt sich Albert in ein Hybridwesen, attackiert die Gruppe und wird daraufhin getötet.
Tags darauf macht sich Cooper alleine in Richtung Insektennest auf den Weg. Unterwegs wird er jedoch von einer Gruppe Outlaws gefangen genommen, die ihn aus Angst, er könne infiziert sein, in ein Gefängnis stecken. Dort trifft er auf einen Puerto-Ricaner, der ihm berichtet, von Leechee gerettet worden zu sein. Die Gruppe um Leechee habe außerdem entdeckt, dass das von den Käfern ausgestoßene Gas brennbar ist. Bei einer Explosion während einer Untersuchung der Insekten wurde jedoch ein Großteil von Leechees Gruppe, einschließlich ihr selbst, getötet. Die Outlaws haben unterdessen auch Ethan und Hugo gefangen genommen. Als sie diese ebenfalls in die Zellen sperren wollen, kommt es zu einem Handgemenge. Der Puerto-Ricaner verwandelt sich in einen Hybriden und wird getötet, auch die Outlaws können beseitigt werden. Allerdings wird offenbart, dass auch Ethan von den Käfern infiziert wurde. Cooper, Ethan und Hugo machen sich bewaffnet und mit Sprengstoff ausgerüstet zusammen auf den Weg zum Nest. Ethan will seinen Sohn davor bewahren, ebenfalls zu Schaden zu kommen, schlägt Hugo kurz vor dem Ziel nieder und fesselt Cooper an einen Baum.
Währenddessen erwacht Sara im Inneren des Nestes und entdeckt, dass die Käfer mit den Kokons ihre Königin füttern und diese bereits unzählige Eier gelegt hat. Ethan gelangt in das Nest, findet Sara und beschließt die Königin mit einer Bombe zu töten. Hugo ist in der Zwischenzeit wieder zu sich gekommen und befreit Cooper. Sie eilen zu Sara und Ethan in das Nest. Zu viert spüren sie die Königin auf. Als diese sich bedroht fühlt, stößt sie einen schrillen Ton aus, der die Gruppe gelähmt zu Boden sinken lässt, bis auf Hugo, da der aufgrund seiner Schwerhörigkeit für das Geräusch nicht anfällig ist. Hugo greift sich die Bombe und wirft sie ins Maul der Königin. Diese verstummt daraufhin und die Gruppe erwacht wieder. Hugo und Sara fliehen aus dem Nest. Cooper nimmt den Zünder für die Bombe von seinem Vater, da dieser nicht mehr fliehen kann und will. Ethan verwandelt sich kurz darauf in einen Hybriden und wird von Cooper getötet. Es gelingt Cooper schließlich, die Bombe zu zünden, allerdings ist er sehr nah an der Explosion, so dass er bewusstlos zu Boden geschleudert wird.
Etwas später wacht Cooper in einem Krankenbett auf. Sara und Hugo sind bei ihm und öffnen ein Fenster, damit Cooper hören kann, dass draußen wieder Vogelgezwitscher anstatt das Surren der Riesenkäfer zu hören ist. Die drei gehen auf die Straße und beginnen, die Menschen aus ihren Kokons zu befreien. Cooper und Sara gestehen sich ihre Liebe, als Hugo sich plötzlich erschrocken umdreht und sichtlich geschockt die Straße hinunter zeigt.

## Rezeption
„Mit diesem Spielfilmregiedebüt krabbelt eine nette Verballhornung von B-Monstermovies der Fifties heran. Das Szenario ist denkbar schlicht, die Umsetzung eher preisgünstig, aber es zieht sich ein erfrischender schwarzer Humor durchs Hauen und Stechen.“

„‚Infestation – Nur ein toter Käfer ist ein guter Käfer‘ erweist sich als positive Überraschung in jeglicher Hinsicht. Die abgesehen von Hollywood-Veteran Ray Wise unbekannten Schauspieler absolvieren ihre Rollen mit Bravour, der Plot ist in sich selbst schlüssig, die Spezialeffekte sind für einen Film dieser niedrigen Preisklasse geradezu hochkarätig und allen Gags zum Trotz erzählt der Streifen eine spannende Geschichte, die das Interesse von der ersten Minute an fesselt.“

„Die Story legt schnell richtig los und bietet immer genug neue Impulse und ein ausreichendes Tempo, um keine Längen aufkommen zu lassen. Die Effekt sind allesamt gelungen und können überzeugen, so dass die computeranimierten Riesenkäfer durchaus bedrohlich wirken. Mit ihrem Einsatz wird auch nicht gegeizt, ebenso wie mit dem herrlich schwarzen Humor. Das Ganze ist als Horror-Komödie ausgelegt, die zwar nicht an Genre-Klassiker wie Arac Attack herankommt, aber durchaus zu unterhalten vermag.“

## Produktion
Die Dreharbeiten zu Infestation – Nur ein toter Käfer ist ein guter Käfer fanden in der bulgarischen Hauptstadt Sofia statt.
Darsteller Ray Wise ist vor allem durch seine Rolle als Leland Palmer in der Mysteryserie Twin Peaks international bekannt.